# Мозгов, Валерий Николаевич
Валерий Николаевич Мозгов (27 января 1941, Балашиха, Московская область — 2 июня 2025, Красногорск, Московская область) — игрок в хоккей с мячом, заслуженный тренер РСФСР (1988).

## Биография
Валерий Мозгов начал играть в хоккей с мячом в родной Балашихе в 1956 году. В 1961 году провёл 5 игр за клуб из Ногинска. С 1961 года играл в Северодвинске. Два сезона провёл в Ленинграде, после чего на 4 года переехал в столицу Казахстана, где за 4 сезона провёл 79 игр и стал бронзовым призёром чемпионата СССР (1967).
В 1969—1978 годах играл в красногорском «Зорком», проведя за 8 сезонов 225 игр.
Приглашался в сборную, но не смог закрепиться в составе.
После окончания карьеры стал тренером управления футбола и хоккея Спорткомитета РСФСР. Руководил несколькими комитетами Федерации хоккея с мячом России, вице-президент и исполнительный директор ФХМР.
Заслуженный работник физической культуры России (1998).
Скончался 2 июня 2025 года в Красногорске.

## Достижения
- — Бронзовый призёр чемпионата СССР — 1967
- Включён в список 22 лучших игроков сезона — 1969, 1974, 1976
- Вратарь сезона — 1974, 1976